# Funny Games
Funny Games ist ein österreichischer Thriller von Michael Haneke aus dem Jahr 1997 mit Ulrich Mühe und Susanne Lothar in den Hauptrollen.
Die Urlaubsidylle einer dreiköpfigen Familie wird durch das Erscheinen zweier junger Männer jäh zerstört.
Die Genrezuordnungen und Überschriften schwanken mit Lesart und Haltung der Rezensenten. So wird Funny Games einerseits als Medienreflexion, als Skandalfilm oder Versuchsanordnung, andererseits als Horrorfilm, aber auch als (Psycho-)Thriller bezeichnet.
Der Film wurde von Jugendschützern als „sozialethisch desorientierend“ bezeichnet.

## Handlung
Das Ehepaar Anna und Georg Schober bezieht mit Sohn Georg Jr. (im Film von den Tätern despektierlich „Schorschi“ genannt) in ihrem an einem See gelegenen Ferienhaus Quartier. Kurz nach ihrem Eintreffen erscheint der schüchtern wirkende Peter an ihrer Tür, um sich, angeblich im Auftrag der Nachbarn, ein paar Eier zu erbitten. Nachdem er Anna, bezüglich der Eier, in eine Situation gebracht hat, die sie als Bedrängung empfindet, tötet sein kurz darauf hinzugekommener Verbündeter Paul den Hund der Familie außerhalb des Hauses mit einem Golfschläger. Als etwas später Annas Ehemann versucht, die Eindringlinge auf Bitten seiner Frau hinauszukomplimentieren, wird er von Paul, ebenfalls mit einem Golfschläger, niedergeschlagen und somit außer Gefecht gesetzt. Als Bekannte der Familie Schober (Gerda und Robert) mit ihrem Boot am Steg des Ferienhauses anlegen und laut nach Anna und Georg rufen, achtet Paul darauf, dass Anna sie abfertigt und wieder wegschickt, ohne dass ein Verdacht erregt wird, während Peter im Haus Georg und seinen Sohn mit dem Golfschläger in Schach hält. Paul und Peter führen das Spiel mit ihren Gefangenen weiter bis zum Einbruch der Dunkelheit. Georg Jr. gelingt, nachdem er sich eingenässt hat, die Flucht ins Nachbarferienhaus, wo er versucht, sich vor dem ihn verfolgenden Paul zu verstecken und u. a. auf die Leiche der ihm bekannten Nachbarstochter stößt. Nach einem kurzen Katz-und-Maus-Spiel ergreift Paul den Jungen und bringt ihn zurück zum Ort des Hauptgeschehens, wo ihn Peter schließlich, nach weiteren Quälereien und Demütigungen gegenüber dem Ehepaar und dem Aufsagen eines Abzählreims, mit dem aus dem Nachbarhaus mitgebrachten Gewehr erschießt, während Paul sich teilnahmslos in der Küche etwas zu essen zubereitet. Die beiden jungen Männer verlassen daraufhin demotiviert das Haus. Nach einer gewissen Zeit versucht Anna Hilfe zu holen, wird aber von ihren Häschern letztendlich wieder aufgegriffen und zurück zum Haus gebracht, in dem der arg lädierte Georg zurückblieb und daraufhin das Quälen und Demütigen fortgesetzt wird. Paul erschießt Georg schließlich mit dem Gewehr und Anna wird, gefesselt und geknebelt, mit auf das Segelboot des Ehepaars genommen. Auf der Fahrt über den See wirft Paul Anna, die immer noch gefesselt und geknebelt ist, nach ihrem Befreiungsversuch mit einem Messer, über Bord und lässt sie somit ertrinken. Sie segeln weiter zum Haus von Gerda und Robert, wo nun Paul, statt Peter (nun angeblich im Auftrag von Anna und Georg) höflichst um ein paar Eier bittet. Nachdem Gerda darauf eingegangen ist, blickt Paul, in einer sehr speziellen, die vierte Wand durchbrechenden Art und Weise, in die Kamera und nach dem Einsetzen einer kakophonischen Musik wird dem Zuschauer klar, dass Paul und Peter im Begriff sind, die „lustigen Spiele“, die sie schon bei der Familie Schober und deren Nachbarn „gespielt“ haben, bei diesen Nachbarn erneut beginnen zu lassen.

## Struktur
Die auf den ersten Blick sehr linear wirkende Handlung wird wiederholt durch die direkte Ansprache des Betrachters gebrochen. So kommt es in dem Film mehrmals vor, dass der Psychopath Paul bei besonders makaberen Szenen (zum Beispiel wird die Ehefrau aufgefordert, nach dem toten Hund zu suchen) grinsend in die Kamera schaut und den Zuschauer anzwinkert. Zudem wird der Zuschauer bei der Verkündung des ersten Opfers mit einem fragenden Blick in die Kamera und dem Satz „Sie wollen doch auch wissen, wie es weitergeht, oder?“ konfrontiert. In diesem Augenblick durchbricht die bösartige Figur Paul für einen Moment die Vierte Wand. Später gelingt es Anna, einen der beiden Psychopathen zu erschießen. Daraufhin spult der andere kurzerhand den Film wieder zurück, um dies ungeschehen zu machen. Hinzu kommt das überzeichnet höfliche Benehmen der beiden Bösewichte, welches in krassem Gegensatz zu ihren Handlungen steht. Einer der beiden empört sich sogar über die Gewaltbereitschaft der Jugend von heute, während der andere nur verständnislos und scheinbar betroffen den Kopf schüttelt.
Der Regisseur Michael Haneke erläuterte sein Vorgehen im Presseheft zu Funny Games: „Ich versuche Wege zu finden, um Gewalt als das darzustellen, was sie immer ist, als nicht konsumierbar …“. Ziel von Haneke war es, einen radikalen, nihilistischen Gegenentwurf zur leicht verdaulichen, aber eben omnipräsenten Gewalt des Fernsehens und des Mainstream-Kinos zu entwerfen. Haneke will mit seinem drastisch-lakonischen Stil und der beinahe banalen Gewaltdarstellung das Leiden der Opfer betonen.

## Hintergrund
Funny Games wurde erstmals im Mai 1997 auf den Internationalen Filmfestspielen von Cannes gezeigt und lief ab dem 11. September 1997 in den deutschen Kinos.

## Kritik
Funny Games polarisierte schon bei seiner Premiere in Cannes Publikum und Kritiker. Hanekes französischer Regiekollege Jacques Rivette bezeichnete den Film als „Schande“ und „schlimmer als Uhrwerk Orange“.
Das Urteil in der angloamerikanischen Presse schwankte zwischen „kaum glaubwürdig und in höchstem Maße unangenehm“ (Leonard Maltin) und „brillant, radikal, provozierend“ (Time Out Film Guide). Ed Gonzalez schrieb im Slant Magazine: „Hanekes Rügen sind nur deswegen verstörend, weil sie jede Selbstkritik missen lassen, und beim Anschauen seiner Werke drängt sich immer der Eindruck auf, er glaubt, seinen Figuren, seinem Publikum und seiner Studie überlegen zu sein.“
Claus Philipp vom österreichischen Standard urteilte: „Haneke hat recht, wenn er manche Verherrlichungen von Gewalt eng mit der gegenwärtigen Praxis der Massenmedien zusammendenkt – aber sein polemischer Ingrimm, mit dem er Grausamkeiten noch zuspitzt, beliefert letztlich nur einen Markt, der tatsächlich immer härteren ,Stoff‘ sucht. Ein bisschen erinnern die Kontroversen rund um Funny Games an die Natural Born Killers von Oliver Stone. Auch dort gab jemand vor, mediale Gewalt zu dekonstruieren. Auch das wurde letztlich nur modisch begrüßt – für schwere Denke bei kulturpessimistischen Selbstgeißlern bzw. als Schauwert für MTV-Freunde.“
In Deutschland sah das Lexikon des Internationalen Films eine „schockierende, nur schwer erträgliche Medienreflexion, die anhand der Strukturmerkmale des Thrillers übliche Sehgewohnheiten in Frage stellt und den Zuschauer als heimlichen Mittäter der filmischen Grausamkeit entlarvt“. Thomas Willmann kritisierte in artechock: „FUNNY GAMES ist Michael Hanekes neueste, ach-so-tiefgründige Auseinandersetzung mit dem Phänomen der Gewalt. […] Den schwarzen Peter bekommen […] die Zuschauer zugeschoben, die der Film ständig für das, was er zeigt, haftbar machen will. Das erspart ihm, über die eigene Fasziniertheit von der Gewalt reflektieren zu müssen.“
TV Spielfilm schrieb, „Michael Haneke (‚Caché‘) liefert keine Erklärungen für die Brutalität seiner Folterknechte. Einen moralisch Schuldigen macht er dennoch aus: Es sind die Medien, der abgestumpfte Konsument, letztlich wir. Diese Sicht mag man teilen oder nicht: ‚Funny Games‘ ist ein fast unerträgliches Kunst-Experiment irgendwo zwischen Tobe Hoopers ‚The Texas Chainsaw Massacre‘ und Stanley Kubricks ‚Uhrwerk Orange‘.“
Cinema meint, dass Michael Haneke in seinem „beklemmenden Psychothriller die Zuschauer zu hilflosen Voyeuren einer radikalen und realistischen Gewalteskalation“ mache und dass es, wenn es je eine Tortur gab, der zu unterziehen sich lohne, es dieser Film sei.

## Auszeichnungen
- 1997: Auszeichnung für die beste Regie auf dem Chicago International Film Festival
- 1997: FIPRESCI-Preis für Funny Games im Rahmen des Flanders International Film Festival Ghent
- 1998: Auszeichnung für die beste Regie auf dem portugiesischen Fantasporto-Festival

## Nachwirkung
2007 drehte Haneke eine amerikanische Neuverfilmung mit dem Titel Funny Games U.S. Das Ehepaar spielen Tim Roth und Naomi Watts.